# Município de Salem (condado de Muskingum, Ohio)
O município de Salem (em inglês: Salem Township) é um município localizado no condado de Muskingum no estado estadounidense de Ohio. No ano de 2010 tinha uma população de 862 habitantes e uma densidade populacional de 13,2 pessoas por km².

## Geografia
O município de Salem encontra-se localizado nas coordenadas 40° 02′ 43″ N, 81° 52′ 12″ O. Segundo o Departamento do Censo dos Estados Unidos, o município tem uma superfície total de 65.33 km², da qual 65,3 km² correspondem a terra firme e (0,04 %) 0,03 km² é água.

## Demografia
Segundo o censo de 2010, tinha 862 pessoas residindo no município de Salem. A densidade populacional era de 13,2 hab./km². Dos 862 habitantes, o município de Salem estava composto pelo 99,07 % brancos, o 0,35 % eram asiáticos e o 0,58 % eram de uma mistura de raças. Do total da população o 0,12 % eram hispanos ou latinos de qualquer raça.